# Praemastus cymothoe
Praemastus cymothoe är en fjärilsart som beskrevs av Druce 1895. Praemastus cymothoe ingår i släktet Praemastus och familjen björnspinnare. Inga underarter finns listade i Catalogue of Life.